# Olga de Kiev
Santa Olga de Kiev (en ruso y ucraniano Ольга, m. Kiev, 969) fue una mujer de Pskov de origen varego que se casó, posiblemente en 903, con Ígor de Kiev, futuro gran príncipe de Kiev. 
Tras la muerte de Ígor, gobernó la Rus de Kiev como regente (945-969) de su hijo, Sviatoslav I de Kiev. Fue la primera soberana de los eslavos en convertirse al cristianismo (en 945 o en 957). Las ceremonias para su recepción formal en Constantinopla aparecen descritas minuciosamente por el emperador Constantino VII en su obra De Ceremoniis. Tras su bautismo, tomó el nombre cristiano de Yelena, en honor de la emperatriz reinante Elena Lecapena. 
Olga fue la primera persona del pueblo rus en ser proclamada Santa, gracias a sus esfuerzos por la propagación del cristianismo en su país. No logró, sin embargo, convertir a su hijo Sviatoslav I de Kiev, por lo que la tarea de hacer del cristianismo la religión de estado la cumpliría su nieto y pupilo San Vladimiro I de Kiev.

## Vida

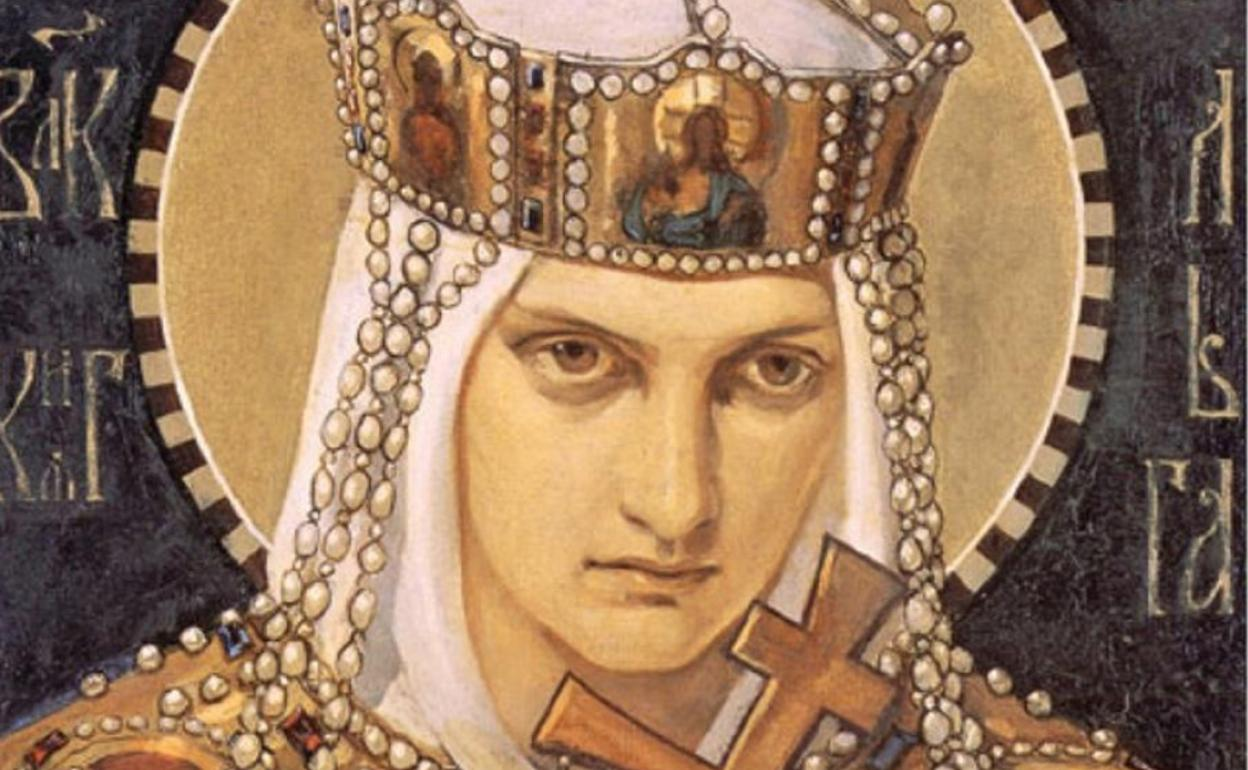
Santa Olga de Kiev

Olga de Kiev, también conocida como Helga, nació alrededor del año 890-925, la fecha exacta de su nacimiento es incierta, debido a las diferencias de edad que se exponen los textos sobre ella en momentos como su matrimonio, el nacimiento de su hijo Sviatolav o el momento de su muerte. La Crónica Primaria sugiere que era de origen varego (vikingo), y que habría nacido en Pleskov, hoy Pskov, Rusia. Poco se sabe sobre su vida antes de su matrimonio con el Príncipe Igor I de Kiev y el nacimiento de su hijo, Sviatoslav. Según Alexey Karpov, un especialista en la historia de la Rusia antigua, Olga tenía alrededor de 15 años en el momento de su matrimonio con Igor, hijo y heredero de Riúrik, fundador de la dinastía Rúrika. Después de la muerte de su padre, Igor estuvo bajo la tutela de Oleg, quien consolidó el poder en la región, conquistando tribus vecinas y estableciendo la capital en Kiev.
La princesa Olga fue la esposa del monarca Ígor de Kiev, quien fue asesinado por los drevlianos. Al morir Ígor, su hijo Sviatoslav tenía tres años, haciendo a Olga la regente del Rus de Kiev hasta que el niño alcanzara la mayoría de edad. Los drevlianos querían que Olga contrajera matrimonio con el príncipe Mal, haciéndolo así el soberano de la Rus de Kiev, pero Olga estaba determinada a mantenerse en el poder y preservarlo para su hijo.

Como consecuencia de la muerte de Igor, Olga tuvo que asumir el trono porque su hijo Sviatoslav, de tres años, no tenía la capacidad de gobernar. Los drevlianos, aprovechando el hueco que dejó Igor, enviando un mensajero a Olga proponiéndole que se casara con el príncipe Mal a través de veinte negociadores con el deber de presionar a Olga para que accediera. Olga respondió al mensaje con uno suyo: 
Tu propuesta me agrada, en efecto, mi marido no puede resucitar de entre los muertos. Pero deseo honrarte mañana en presencia de mi pueblo. Vuelve ahora a tu barco, y permanece allí con un aspecto de arrogancia. Al día siguiente enviaré a buscaros, y diréis: «No montaremos a caballo ni iremos a pie, llevadnos en nuestra barca. Y seréis llevados en vuestra barca».
Los embajadores regresaron al día siguiente y repitieron las palabras que ella les había dicho que dijeran. El pueblo respondió y los llevó en su barca a la corte, donde los dejaron caer en una zanja que había sido cavada el día anterior, barca incluida. Olga ordenó que los negociadores fueran enterrados vivos. 
La regente, no del todo satisfecha, envió varios mensajes con el fin de que el príncipe Mal enviara a sus hombres más distinguidos a Kiev; supuestamente para que pudiera ir a su príncipe con el debido honor. Los drevlianos no sabían lo que Olga había hecho al último grupo de negociantes, así que reunieron a sus mejores hombres. Cuando llegaron a Kiev, fueron invitados a limpiarse en una casa de baños antes de conocer a la princesa. Aceptaron y Olga la hizo incendiar desde las puertas, de modo que todos los que estaban dentro murieron abrasados.
Olga envió otro mensaje a los drevlianos: «Estoy ahora viniendo a vosotros, así que prepara grandes cantidades de hidromiel en la ciudad donde mataste a mi esposo, para que yo llore sobre su tumba y celebre un banquete fúnebre por él». Y así hizo, los drevlianos uniéndose a Olga y súbditos y bebiendo copiosa cantidad de alcohol. Cuando terminaron ebrios y con autodefensa frágil, ella ordenó a sus seguidores que los mataran. Según la Crónica Primaria, esa noche murieron cinco mil drevlianos.
Olga volvió a Kiev a reagrupar su ejército y se dirigió a Iskorosten, matando al resto de los drevlianos y al príncipe. La sitió con su hijo Sviatoslav por un año sin éxito; hasta que a Olga se le ocurrió una idea. Envió un mensaje a los drevlianos, diciendo: «¿Por qué persistís? Todas vuestras ciudades se han rendido ante mí y se han sometido al tributo, de modo que los habitantes cultivan ahora sus campos y sus tierras en paz. Pero vosotros preferís marearos de hambre, sin someteros al tributo». Los drevlianos aceptaron someterse al tributo mientras que hubiera paz. Olga aceptó, proclamando que el asesinato de los mensajeros y los individuos en la fiesta habían, desde su punto de vista, vengado a su marido; que ella solo quería, como símbolo de paz, tres gorriones y tres palomas de cada casa. Esto era mentira, obviamente. Olga pidió los pájaros para que su ejército les atara un trozo de tela con azufre a las patas y así, prender fuego a la tela y liberarlos con la intención de quemar Iskorosten entera. Los pájaros volvieron a sus nidos dentro de la ciudad y, como cuenta la Crónica de Netsor, «No hubo casa que no estuviera consumida por el fuego, y era imposible extinguir las llamas, porque todas las casas se incendiaron a la vez». La gente intentó huir de la ciudad fue atrapada, esclavizada y, a veces, asesinada. Sesenta de los que lograron escapar al incendio fueron proclamados libre de futuras consecuencias a cambio de un tributo difícil de pagar.

#### Conversión al cristianismo
En la década de 950, Olga viajó a Constantinopla, la capital del Imperio Bizantino, para visitar al Emperador Constantino VII. Una vez en Constantinopla, Olga se convirtió al cristianismo con la ayuda del Emperador y el Patriarca. Aunque la Crónica Primaria no revela los motivos de Olga para su visita o conversión, detalla extensamente el proceso de conversión, en el que fue bautizada e instruida en las formas del cristianismo:
El Emperador reinante era Constantino, hijo de León. Olga se presentó ante él, y al ver que era muy hermosa y sabia, el Emperador se maravilló de su intelecto. Conversó con ella y comentó que era digna de reinar con él en su ciudad. Cuando Olga escuchó sus palabras, respondió que todavía era pagana, y que si él deseaba bautizarla, debería hacerlo él mismo; de lo contrario, no estaba dispuesta a aceptar el bautismo. El Emperador, con la ayuda del Patriarca, la bautizó en consecuencia. Cuando Olga fue iluminada, se regocijó en alma y cuerpo. El Patriarca, que la instruyó en la fe, le dijo: "Bendita seas entre las mujeres de Rus', pues has amado la luz y abandonado la oscuridad. Los hijos de Rus "te bendecirán hasta la última generación de tus descendientes". Le enseñó la doctrina de la iglesia, y la instruyó en la oración y el ayuno, en la limosna y en el mantenimiento de la castidad. Ella inclinó su cabeza, y como una esponja absorbiendo agua, bebió ávidamente sus enseñanzas. La Princesa se inclinó ante el Patriarca, diciendo: "¡Por tus oraciones, Santo Padre, que pueda ser preservada de los artificios y asaltos del diablo!". En su bautismo, fue llamada Helena, en honor a la antigua emperatriz, madre de Constantino el Grande. El Patriarca entonces la bendijo y la despidió.
Mientras la Crónica Primaria señala que Olga fue bautizada con el nombre de "Helena" en honor a la antigua santa Helena (madre de Constantino el Grande), Jonathan Shepard sostiene que el nombre bautismal de Olga proviene de la esposa contemporánea del emperador, Helena. La observación de que Olga era "digna de reinar con él en su ciudad" sugiere que el emperador tenía interés en casarse con ella. Aunque la Crónica explica que el deseo de Constantino de tomar a Olga como su esposa se debía a que ella era "hermosa de rostro y sabia", casarse con Olga ciertamente podría haberle ayudado a ganar poder sobre Rus'.
La Crónica relata que Olga pidió al emperador que la bautizara sabiendo que su patrocinio bautismal, según las reglas de parentesco espiritual, haría que el matrimonio entre ellos fuera una especie de incesto espiritual. Aunque su deseo de convertirse al cristianismo pudo haber sido genuino, esta solicitud también fue una forma de mantener su independencia política. Aunque Olga no fue la primera persona de la corte de la Rus de Kiev en convertirse al cristianismo, si fue la más poderosa en haberlo hecho hasta entonces.

### Santidad: veneración y canonización
Olga de Kiev es venerada como una santa en la Iglesia Ortodoxa, con el título de "Igual a los Apóstoles"; también está presente como santa católica en el martirologio romano, se sabe que en esta rama del cristianismo fue canonizada antes de la constitución de la Congregación para las Causas de los Santos, y que su culto fue aprobado por el Obispo de Roma: el Papa.
Su nieto, el príncipe Vladimir I Svyatoslavich, quien se había convertido al cristianismo en el año 988, y fue responsable de la adopción del cristianismo por el Rus de Kiev, transfirió en 1007 las reliquias de los santos, incluida Olga, a la Iglesia de la Iglesia de los Diezmos de Kiev, que él fundó. Se considera que anteriormente a esa fecha ya era venerada, dado que se la trasladó junto con otros santos. El monje Jacob relató diversos milagros suyos en el siglo XI, afirmando que su cuerpo, al ser trasladado, estaba incorrupto.
Su canonización, aunque la fecha exacta es desconocida, posiblemente ocurrió alrededor de 1284. Olga es considerada la primera gobernante de la Rus de Kiev en convertirse al cristianismo y desempeñó un papel crucial en el inicio del proceso de cristianización en la región. Su día de fiesta se celebra el 11 de julio en el calendario juliano, que corresponde al 24 de julio en el calendario gregoriano. 
En 1547, la Iglesia Ortodoxa elevó su dignidad como santa a la categoría de isoapóstol "Santa igual a los Apóstoles". Es una de las cinco santas que tienen este honor junto con María Magdalena (siglo I), Fotina, la samaritana (siglo I), Thekla (siglo I), y Helena de Constantinopla (ca. 250 – ca. 330).